# 다운로드 애플리걸
《다운로드 애플리걸》(일본어: おとして↓アプリガール 오토시테 아프리가루[*])은 모치즈키 가고가 지은, 일본의 만화이다. 《월간 강강 WING》 (스퀘어 에닉스)을 통해 2008년 5월호부터 2009년 5월호 (휴간호)까지 연재되었다. 전 3권, 13화.

## 줄거리
신입 교사 쿠로세 우루미는 고등학교에 부임하게 되는데 학교에 도착하니 있는 것은 컴퓨터 한 대뿐이었다. 컴퓨터를 만져보니 처음으로 반장이 다운로드가 되었다. 그 뒤로 다운로드 조건을 만족 할 때마다 애플리걸들이 다운로드 되어 교실은 조금씩 학생들로 차간다. 그리고 그러한 다운로드 과정 중에 여러 가지 사건들이 발생하고 그것이 주 이야기이다. 특히 애플리걸들은 사회성이 없기 때문에 사회성을 기르기 위한 수업을 위주로 한다. 하지만 교사인 쿠로세 역시 교과서가 친구이자 전부였던 외로운 고등학교 생활을 보냈는지라, 사회성과 거리가 먼 인물로 애플리걸들과 같이 합숙을 하며 함께 앞으로 나아가는 이야기를 그리고 있다.